# Muriatada
Muriatada (en griego, Μουριατάδα) es un pueblo y un yacimiento arqueológico de Mesenia (Grecia). Administrativamente pertenece al municipio de Trifilia, y a la unidad municipal de Ciparisia. En el año 2011 contaba con una población de 32 habitantes.

## Arqueología
Cerca de este pueblo, en una colina llamada Ellinikó, hay un yacimiento arqueológico de la Edad del Bronce que fue investigado por Spyridon Marinatos. En él se han encontrado los restos de un asentamiento del periodo Heládico Tardío IIIB.  
Entre los hallazgos más destacados se encuentra una mansión que, aunque no tenía dimensiones tan grandes como el palacio de Néstor de Epano Englianos, tenía las paredes decoradas con pinturas. Algunas de las casas del asentamiento tenían bañeras. También se ha excavado una tumba abovedada. El asentamiento estaba protegido por una muralla defensiva.
Marinatos ha sugerido que el asentamiento puede identificarse con la ciudad de Anfigenia, nombrada por Homero en el catálogo de las naves de la Ilíada.